# UEFA Futsal Championship 2001
Il campionato europeo di calcio a 5 2001 (ufficialmente UEFA Futsal Championship 2001) è stata la 3ª edizione del torneo e si è svolta in Russia.
Le otto squadre vennero divise in due gironi da cui uscirono le quattro semifinaliste; la finale tra Spagna e Ucraina segnò una grande delusione per la Russia campione in carica e organizzatrice dell'evento, eliminata in semifinale dagli iberici.

## Qualificazioni
Ai nastri di partenza delle qualificazioni si presentano venticinque formazioni (una in più della precedente edizione) per sette posti disponibili, l'ottavo era destinato alla Russia organizzatrice e detentrice del trofeo. Le formazioni vennero divise in quattro gironi da tre squadre e tre da quattro squadre, qualificando Croazia, Polonia, Spagna, Ucraina, Italia, Paesi Bassi e Repubblica Ceca.

## Convocati
Spagna1 Jesús Clavería, 2 Guillermo Martín, 3 Luis Amado, 4 Antonio Adeva, 5 Kike Boned, 6 Julio García, 7 Javier Orol, 8 Daniel, 9 Javier Rodríguez, 10 Alberto Riquer, 11 Paulo Roberto, 12 Joan Linares, 13 Santiago Herrera, 14 Javier Sánchez, CT: Javier Lozano
 Ucraina1 Vladyslav Korneev, 2 Jevhen Varenycja, 3 Oleksij Kudlay, 4 Serhij Koridze, 5 Oleh Bezuhlyj, 6 Ramis Mansurov, 7 Heorhij Mel'nikov, 8 Oleksandr Kosenko, 9 Vitalij Černyšov, 10 Ihor Moskvyčov, 11 Fedir Pylypiv, 12 Vasyl' Suchomlinov, 13 Oleh Šajtanov, 14 Oleksij Popov, CT: Hennadij Lysenčuk
 Russia1 Oleg Denisov, 2 Konstantin Erëmenko, 3 Denis Agafonov, 4 Aleksandr Verižnikov, 5 Temur Alekberov, 6 Sergej Malyšev, 7 Michail Markin, 8 Vladislav Ščučko, 9 Sergej Ivanov, 10 Arkadij Belyj, 11 Andrei Soloviev, 12 Il'ja Samochin, 13 Boris Kupeckov, 14 Andrej Tkačuk, CT: Michail Bondarev
 Italia1 Francesco Fradella, 2 Fernando Grana, 3 Daverson Franzoi, 4 Andrea Bearzi, 5 Salvatore Zaffiro, 6 Adriano Foglia, 7 Massimo Quattrini, 8 André Vicentini, 9 Fábio Previdelli, 10 Andrea Rubei, 11 Gabriele Caleca, 12 Marco Ripesi, 13 Rodrigo Bertoni, 14 Francesco Ceccaroni, CT: Alessandro Nuccorini
 Croazia1 Tomislav Papeš, 2 Ivica Gvozden, 3 Edin Derviščaušević, 4 Tomislav Gričar, 5 Mićo Martić, 6 Dinko Huskić, 7 Goran Eklić, 8 Nikola Tomičić, 9 Robert Karašić, 10 Robert Grdović, 11 Alen Delpont, 12 Božidar Butigan, 13 Mate Čuljak, 14 Alen Jukić, CT: Marijan Brnčić
 Rep. Ceca1 Petr Hulka, 2 Michal Buček, 3 Daniel Rajnoch, 4 Martin Speierl, 5 Tomáš Sluka, 6 Roman Mareš, 7 Martin Dlouhý, 8 Stanislav Polzer, 9 Michal Mareš, 10 Karel Vrabec, 11 Zbyněk Mareš, 12 Petr Krayzel, 13 Patrik Mičkal, 14 Ota Stejskal, CT: Michal Stríz
 Paesi Bassi1 Thomas Sier, 2 Said Moumane, 3 Anton Biloro, 4 Hendrik Leatemia, 5 Pascal Langenhuijsen, 6 Maarten Frankfort, 7 Antoine Merlino, 8 Moestafa Talha, 9 Glenn Zeelig, 10 John de Bever, 11 Anouk Roest, 12 Iwan Van Rijn, 13 Ron Sijm, 14 Patrick Thomassen, CT: Nico Spreij
 Polonia1 Pawel Duleba, 2 Krzysztof Kuchciak, 3 Jaroslaw Kaszowski, 4 Tomasz Ciastko, 5 Robert Zamiar, 6 Stanislaw Kwiatkowski, 7 Andrzej Szlapa, 8 Krzysztof Jasinski, 9 Robert Dabrowski, 10 Radoslaw Gradowski, 11 Krzysztof Filipczak, 12 Lukasz Skorupski, 13 Marcin Kwiatkowski, 14 Błażej Korczyński, CT: Roman Sowinski

## Fase a gironi

### Girone A
| Squadra | Pti | G | V | N | P | GF | GS | DR  |
| ------- | --- | - | - | - | - | -- | -- | --- |
| Spagna  | 9   | 3 | 3 | 0 | 0 | 15 | 3  | +12 |
| Ucraina | 6   | 3 | 2 | 0 | 1 | 14 | 7  | +7  |
| Croazia | 3   | 3 | 1 | 0 | 2 | 2  | 9  | -7  |
| Polonia | 0   | 3 | 0 | 0 | 3 | 6  | 18 | -12 |

| Mosca 22 febbraio 2001 | Spagna | 4 – 1 | Ucraina | Palazzo dello sport Lužniki |

| Mosca 22 febbraio 2001 | Polonia | 1 – 2 | Croazia | Palazzo dello sport Lužniki |

| Mosca 23 febbraio 2001 | Ucraina | 5 – 0 | Croazia | Palazzo dello sport Lužniki |

| Mosca 23 febbraio 2001 | Spagna | 8 – 2 | Polonia | Palazzo dello sport Lužniki |

| Mosca 25 febbraio 2001 | Ucraina | 8 – 3 | Polonia | Palazzo dello sport Lužniki |

| Mosca 25 febbraio 2001 | Croazia | 0 – 3 | Spagna | Palazzo dello sport Lužniki |

### Girone B
| Squadra     | Pti | G | V | N | P | GF | GS | DR |
| ----------- | --- | - | - | - | - | -- | -- | -- |
| Italia      | 9   | 3 | 3 | 0 | 0 | 14 | 7  | +7 |
| Russia      | 6   | 3 | 2 | 0 | 1 | 11 | 6  | +5 |
| Rep. Ceca   | 1   | 3 | 0 | 1 | 2 | 9  | 13 | -4 |
| Paesi Bassi | 1   | 3 | 0 | 1 | 2 | 3  | 11 | -8 |

| Mosca 22 febbraio 2001 | Paesi Bassi | 3 – 3 | Rep. Ceca | Palazzo dello sport Lužniki |

| Mosca 22 febbraio 2001 | Russia | 3 – 4 | Italia | Palazzo dello sport Lužniki |

| Mosca 23 febbraio 2001 | Italia | 6 – 4 | Rep. Ceca | Palazzo dello sport Lužniki |

| Mosca 23 febbraio 2001 | Russia | 4 – 0 | Paesi Bassi | Palazzo dello sport Lužniki |

| Mosca 25 febbraio 2001 | Italia | 4 – 0 | Paesi Bassi | Palazzo dello sport Lužniki |

| Mosca 25 febbraio 2001 | Rep. Ceca | 2 – 4 | Russia | Palazzo dello sport Lužniki |

## Fase a eliminazione diretta

### Tabellone
|  | Semifinali    | Semifinali    | Semifinali |         |              | Finale          | Finale          | Finale          |  |
|  |               |               |            |         |              |                 |                 |                 |  |
|  | Spagna        | Spagna        | 2          |         |              |                 |                 |                 |  |
|  | Spagna        | Spagna        | 2          |         |              |                 |                 |                 |  |
|  | Russia        | Russia        | 1          |         |              |                 |                 |                 |  |
|  | Russia        | Russia        | 1          |         | Spagna (dts) | Spagna (dts)    | 2               |                 |  |
|  |               |               |            |         | Spagna (dts) | Spagna (dts)    | 2               |                 |  |
|  |               |               | Ucraina    | Ucraina | 1            |                 |                 |                 |  |
|  | Ucraina (dcr) | Ucraina (dcr) | Ucraina    | Ucraina | 1            | 3 (5)           |                 |                 |  |
|  | Ucraina (dcr) | Ucraina (dcr) |            |         |              | 3 (5)           |                 |                 |  |
|  | Italia        | Italia        | 3 (4)      |         |              | Finale 3º posto | Finale 3º posto | Finale 3º posto |  |
|  | Italia        | Italia        | 3 (4)      |         |              |                 |                 |                 |  |
|  |               |               |            |         |              |                 |                 |                 |  |
|  |               |               |            |         |              | Russia (dts)    | Russia (dts)    | 2               |  |
|  |               |               |            |         |              | Russia (dts)    | Russia (dts)    | 2               |  |
|  |               |               |            |         |              | Italia          | Italia          | 1               |  |

### Semifinali
| Arbitro: | Euvezin Amler |

|                          |           |           |
| Rodríguez 13’ Daniel 36’ | Marcatori | 40’ Belyj |

| Arbitro: | Jyrki Filppu |

|                                      |                      |                             |
| Kosenko 15’ Šajtanov 16’ Koridze 22’ | Marcatori            | 8’, 23’ Grana 23’ Vicentini |
|                                      | Tiri di rigore 5 – 4 |                             |

### Finale 3º posto
| Arbitro: | Euvezin Amler |

|                         |           |            |
| Alekberov 7’ Ivanov 49’ | Marcatori | 29’ Foglia |

### Finale
| Arbitro: | Ivan Novak |

|                        |           |               |
| Riquer 33’ Sánchez 45’ | Marcatori | 27’ Mel'nikov |

## Campione
SPAGNA
(2º titolo)

## Classifica finale
| Pos. | Squadra     |
| ---- | ----------- |
|      | Spagna      |
|      | Ucraina     |
|      | Russia      |
| 4    | Italia      |
| 5    | Croazia     |
| 5    | Rep. Ceca   |
| 7    | Paesi Bassi |
| 7    | Polonia     |